# Pseudeusemia flavoplagata
Pseudeusemia flavoplagata är en fjärilsart som beskrevs av George Thomas Bethune-Baker 1910. Pseudeusemia flavoplagata ingår i släktet Pseudeusemia och familjen mätare. Inga underarter finns listade i Catalogue of Life.